# Pesse
Pesse est un village situé dans la commune néerlandaise de Hoogeveen, dans la province de Drenthe. Le 1er janvier 2004, le village comptait 1 800 habitants.

## La pirogue de Pesse
Près de ce village néerlandais ont été trouvés, en 1955, les restes bien conservés d'une pirogue en bois préhistorique, dont l'âge a été déterminé avec la méthode de datation C14 à près de 8 000 ans (env. 6000 av. J.-C.), qui en fait le bateau conservé le plus vieux au monde. Le bateau avait été construit de bois de pin creusé avec des haches de silex ou de bois de cerf. Après qu'un archéologue danois ait mis en doute s'il s'agissait vraiment d'un bateau, un réplica a été construit, qui s'est avéré effectivement navigable.
Le bateau a été bien conservé car il se trouvait dans une tourbière.